# Жуатуба
Жуатуба (порт. Juatuba) — муниципалитет в Бразилии, входит в штат Минас-Жерайс. Составная часть мезорегиона Агломерация Белу-Оризонти. Входит в экономико-статистический микрорегион Белу-Оризонти. Население составляет 69 946 человек на 2006 год. Занимает площадь 96,789 км². Плотность населения — 722,7 чел./км².

## История
Город основан 28 апреля 1992 года.

## Статистика
- Валовой внутренний продукт на 2003 год составляет 542 525 318,00 реалов (данные: Бразильский институт географии и статистики).
- Валовой внутренний продукт на душу населения на 2003 год составляет 28 311,09 реалов (данные: Бразильский институт географии и статистики).
- Индекс развития человеческого потенциала на 2000 год составляет 0,751 (данные: Программа развития ООН).